# François-Germain Le Rouvillois
François-Germain Le Rouvillois est un religieux et homme politique français né le 17 août 1732 à Saint-Germain-le-Gaillard (Manche) et décédé à une date inconnue à Bayeux (Calvados).

## Biographie
Curé de Carantilly, il est élu le 27 mars 1789 député du clergé aux états généraux de 1789 pour le bailliage de Coutances.
Son rôle parlementaire n'a pas laissé de traces au Moniteur.

## Sources
- « François-Germain Le Rouvillois », dans Adolphe Robert et Gaston Cougny, Dictionnaire des parlementaires français, Edgar Bourloton, 1889-1891 [détail de l’édition]